# Jumpin' Gene Simmons
Pour les articles homonymes, voir Gene Simmons (homonymie).
 (février 2010).
Jumpin' Gene Simmons (10 juillet 1933 ? - 29 août 2006) est un chanteur de rockabilly, rock 'n' roll et country.

## Carrière
Né à Tupelo, Mississippi – comme Elvis Presley – le 10 juillet 1933 (1937 selon d’autres sources), Morris Eugene Simmons bénéficie de l’appui du King pour auditionner chez Sun Records. Sur les conseils de Sam Phillips, il muscle sa musique et enregistre une version rock 'n' roll de « Drinkin’ Wine ». Ce simple historique de Gene Simmons, publié au printemps 1958, avec en face B « I Done Told You », ne sera reconnu à sa juste valeur que plus tard, tout comme une série de morceaux qui restent inédits des années avant d’être révélés au public. Utilisant le nom Morris Simmons, il enregistre Sharlene sur Judd (label du frère de Sam Phillips, ainsi que The Waiting Game et Shenandoah Waltz sur Sandy. En 1960, en contrat avec Chess/Checker, il chante Hoin’Back to Memphis. Il rejoint le label de Memphis Hi Records, enregistrant à nouveau en tant que Gene Simmons. Il entre dans le Bill Black Combo comme chanteur et parfois bassiste. Il crée sa propre étiquette, Tupelo. La reprise  de « hauted House » (de Johnny Fuller en 1958) chez Hi Records en 1964  le propulsera n°11 au Billboard le pousse à s’attaquer  lui aussi à ce morceau. Édité sous le pseudonyme de Jumpin’ Gene Simmons, c’est un succès (11e), devenu un classique à la période de Halloween. Sur Hi, Gene Simmons reprend « Reddy Bear », « Caldonia », « Skinnie Minnie » « Folson Prison Blues », mais, en dehors de « The Dodo », 83e fin 1964, le top lui reste fermé. Il collabore ensuite avec Mala  (« I’m Just A Loser », 1968), AGP (« Back Home Again », 1969), Epic ‘ »She There When I come Home, 1970), Statue, Therix, Ryal American (« That Thang in My Haunted House ») .. ; Son Night Club à Tupelo est appelé Haunted House (la maison hantée).   Puis il est invité pour les festivals rock 'n' roll de Weymouth (1987), Rockhouse aux Pays-Bas (1988), Hemsby (1990). Il écrit avec Tommy Barnes « Indian Outlaw » qui chanté par Tim McGraw, se vend à plusieurs millions d’exemplaires, assurant enfin à Gene Simmons des revenus confortables tout en composant pour George Jones, Hank Williams, Jr., etc.  Malade depuis février 2006, Gene Simmons meurt le 29 août dans un hôpital de Tupelo.